# Minardi M184
Minardi M184 – samochód Formuły 1, skonstruowany przez Giacomo Caliriego dla zespołu Minardi. Model M184 był napędzany turbodoładowanym silnikiem Alfa Romeo V8, podobnym do jednostek stosowanych ówcześnie w Osellach. Początkowo zespół planował wystawić model do wyścigów Formuły 1 w sezonie 1984, na Grand Prix Włoch. Kierowcą testowym był Alessandro Nannini, który od lipca przejechał tym samochodem około 2000 kilometrów. Alfa Romeo wycofała jednak w październiku swoje wsparcie i Minardi zadebiutowało w Formule 1 w sezonie 1985, korzystając z samochodu M185 i silników Motori Moderni.